# Мериярви
Мериярви (фин. Merijärvi) — община в провинции Северная Остроботния, Финляндия. Общая площадь территории — 231,63 км², из которых 1,8 км² — вода.

## Демография
На 31 января 2011 года в общине Мериярви проживают 1197 человек: 642 мужчины и 555 женщин.
Финский язык является родным для 99,17% жителей, шведский — для 0%. Прочие языки являются родными для 0,83% жителей общины.
Возрастной состав населения:
- до 14 лет — 22,22%
- от 15 до 64 лет — 60,07%
- от 65 лет — 18,13%

Изменение численности населения по годам:
| Год  | Численность |
| ---- | ----------- |
| 1980 | 1371        |
| 1990 | 1470        |
| 2000 | 1370        |
| 2010 | 1202        |
| 2011 | 1197        |